# Ras Jebel
Ras Jebel ou Ras El Jebel (arabe : رأس الجبل) est une ville côtière du nord-est de la Tunisie, située entre El Alia et Ghar El Melh, à une trentaine de kilomètres de Bizerte.
Rattachée administrativement au gouvernorat de Bizerte, elle constitue une municipalité comptant 28 610 habitants en 2014. Elle est le centre de la délégation du même nom comptant 51 240 habitants en 2004 et englobant les secteurs de Ras Jebel Nord, Ras Jebel Sud, Metline, Metline Ouest, Sounine, Raf Raf et El Garia.

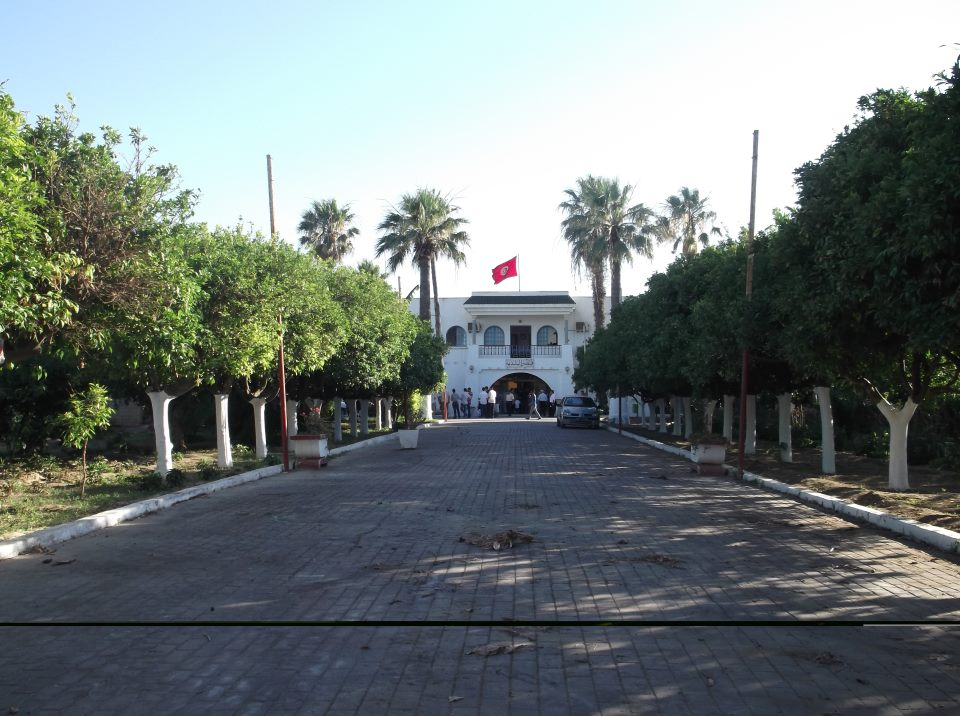
Siège de la municipalité.
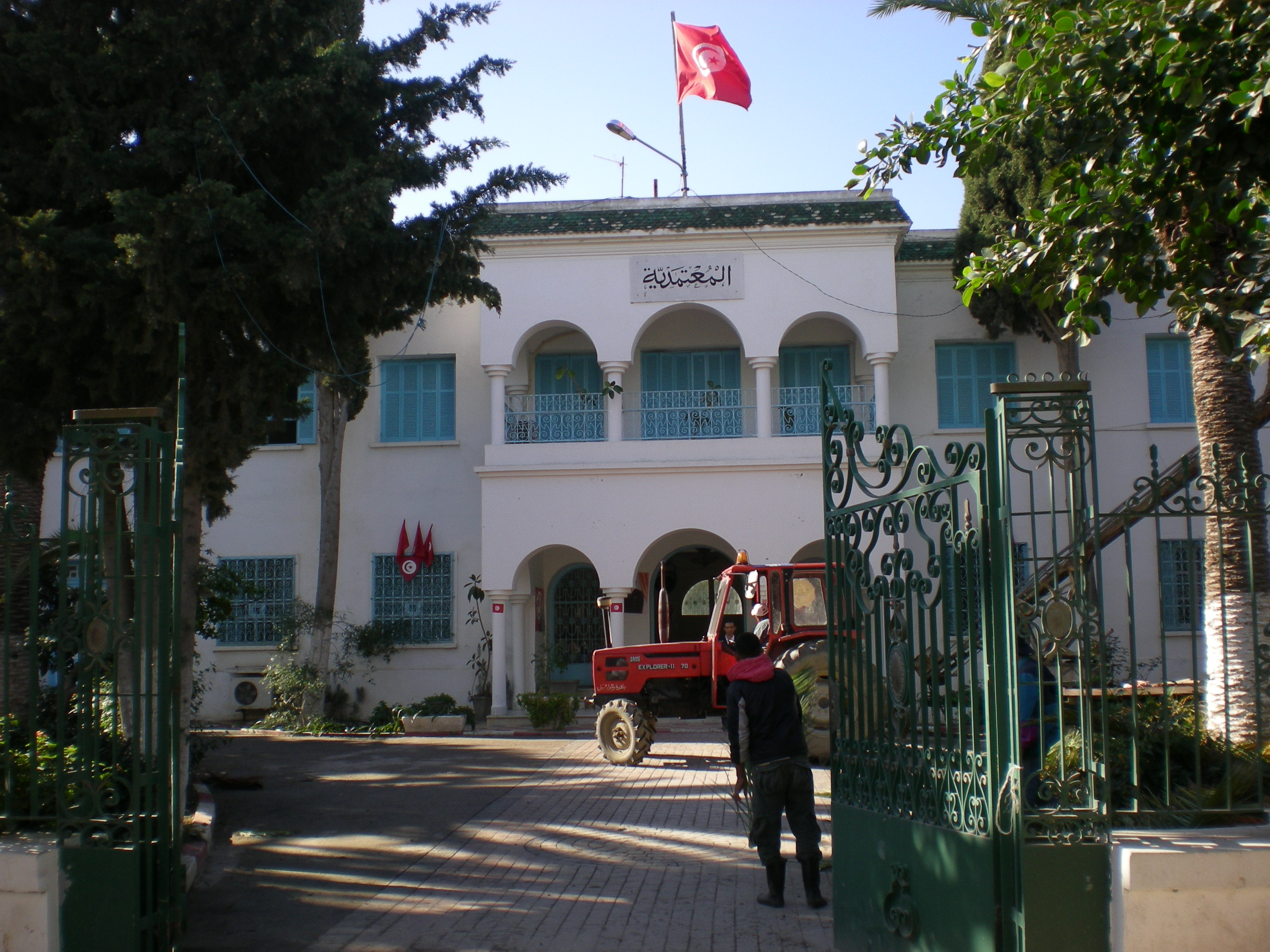
Siège de la délégation.
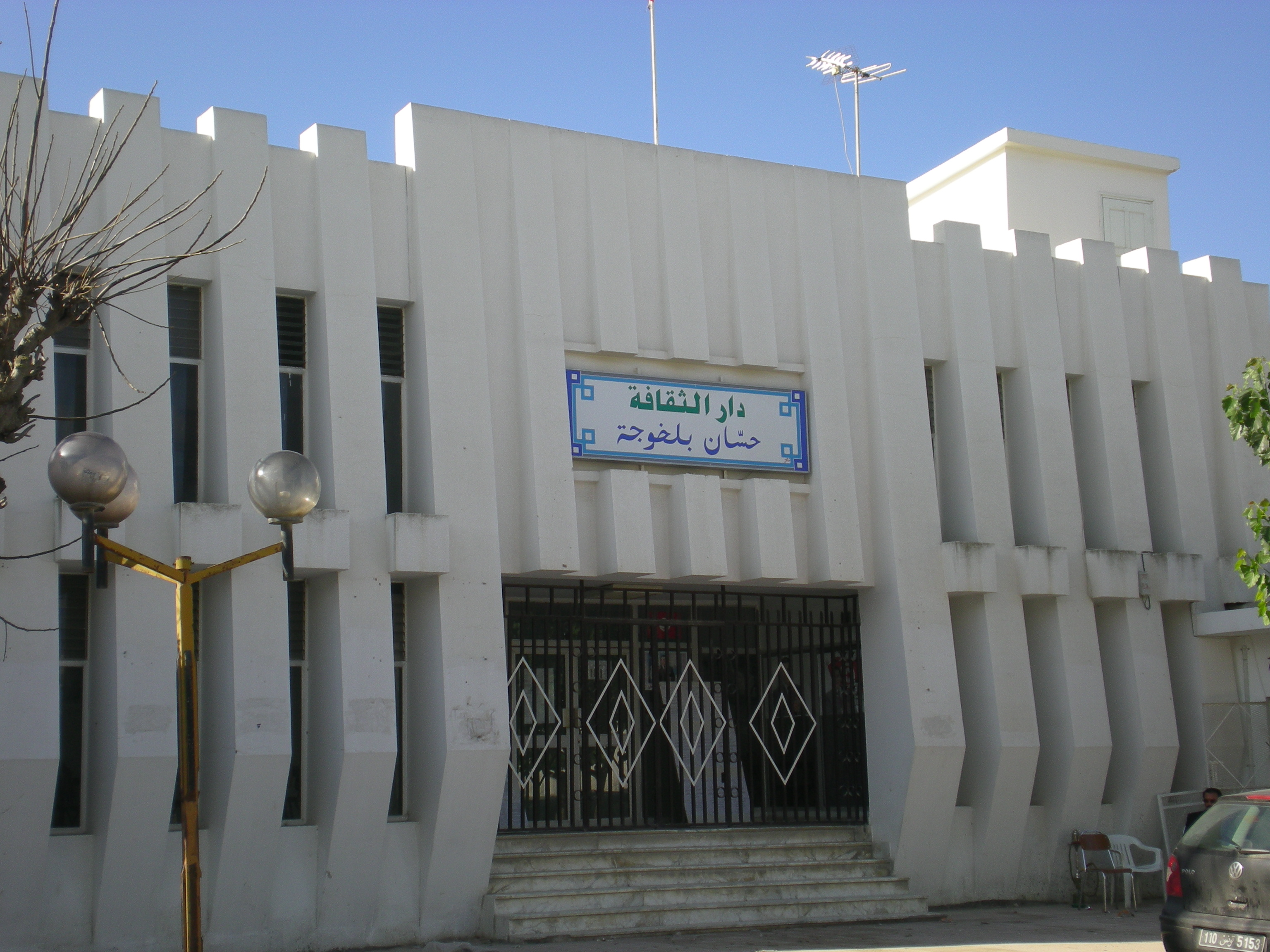
Maison de la culture Hassen-Belkhodja.
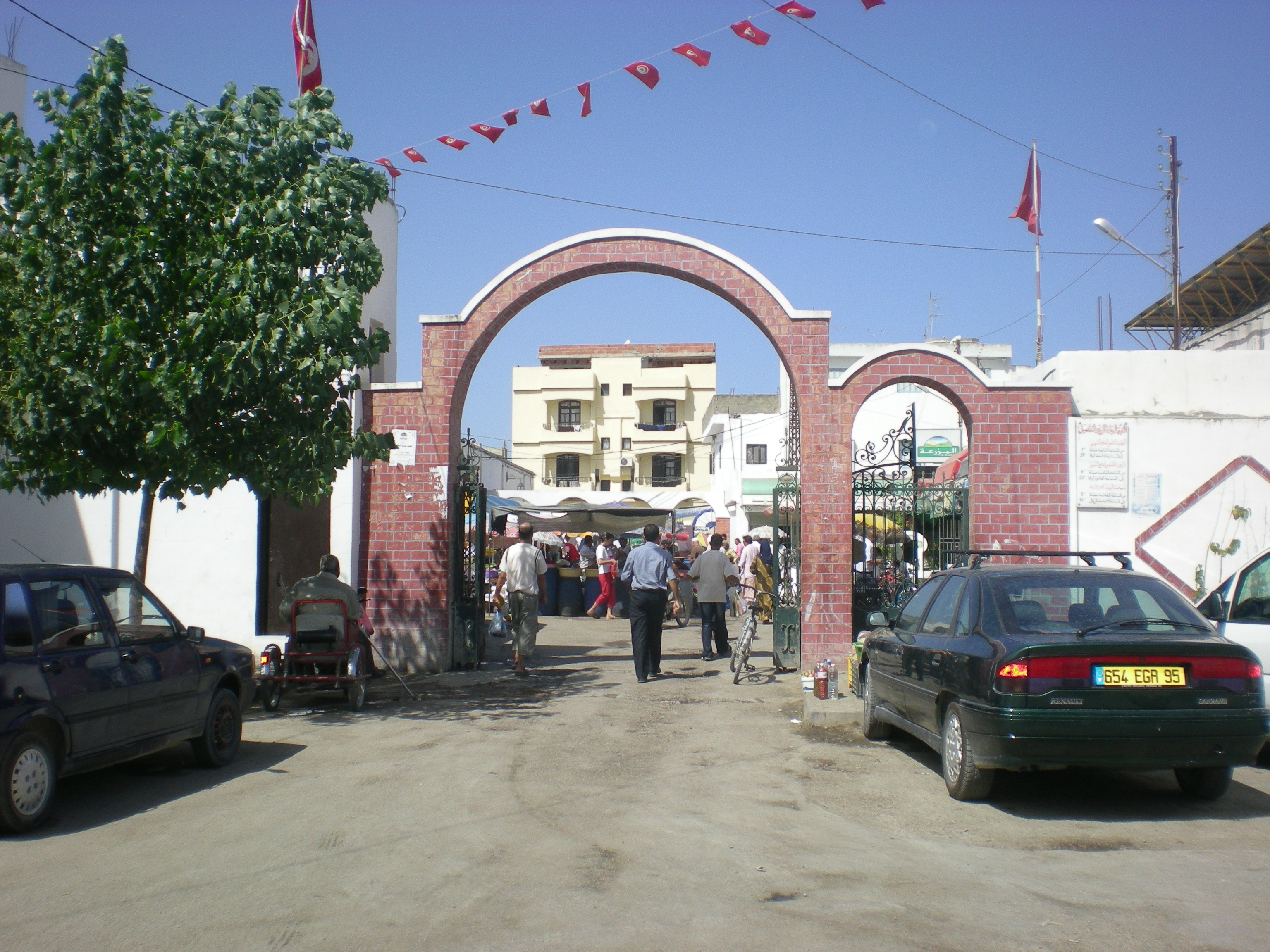
Entrée du marché.

Le nom de la ville désigne le sommet ou l'extrémité de la montagne, évoquant ainsi la fin de la chaîne de l'Atlas.

## Histoire
Elle est fondée par les Romains entre les IIIe et IVe siècles.
Vers la deuxième moitié du XIVe siècle, les Andalous expulsés d'Espagne se seraient installés sur le site après avoir bénéficié de concessions agricoles. Les habitants de la ville portent le gentilé de Ghwalbia en référence à la tribu arabe des Banou Ghalib provenant de la région espagnole de Saragosse d'où est issue la majorité de la première vague d'Andalous installés à Ras Jebel. Une route reliant le port de Carthage à la région de Ras Jebel porte le nom de Qalat El Andalus (citadelle des Andalous).

## Économie
Historiquement, la région de Ras Jebel appartient aux régions traditionnelles d'agriculture paysanne. L'irrigation profite en partie d'une canalisation provenant de la Medjerda. Elle fait partie des villages à tradition andalouse où l'agriculture intensive remonte à un passé lointain. L'agriculture est devenue progressivement tournée vers le marché et a recours à des techniques de plus en plus intensives (maraîchage et arboriculture fruitière en irrigation ainsi qu'élevage intensif). 75 % des exploitations agricoles de Ras Jebel ont une superficie de moins de cinq hectares.
Au cours des dernières décennies, une industrie textile s'est installée dans les alentours de la ville. Les premières usines à s'établir sont celles de Lee Cooper. Cette industrie emploie un nombre important de jeunes ouvrières de Ras Jebel et des villages avoisinants.